# Arisaema ovale
Arisaema ovale är en kallaväxtart som beskrevs av Takenoshin Nakai. Arisaema ovale ingår i släktet Arisaema och familjen kallaväxter.

## Underarter
Arten delas in i följande underarter:
- A. o. inaense
- A. o. ovale
- A. o. sadoense